# Gertrude et Claudius
Gertrude et Claudius (titre original en anglais Gertrude and Claudius) est un roman de l'écrivain américain John Updike publié originellement le 8 février 2000 aux États-Unis et en français le 24 septembre 2004 aux éditions du Seuil.

## Écriture du roman
John Updike s'inspire de Hamlet de Shakespeare pour en faire une relecture moderne pour Gertrude et Claudius.

## Réception critique
À la parution du roman aux États-Unis, les critiques du New York Times, et celles du Los Angeles Times sont positives de même que celles du Guardian au Royaume-Uni.

## Éditions
- (en) Gertrude and Claudius, Alfred A. Knopf Publishers, 2000  (ISBN 9780375409080), 212 p.
- (en) Gertrude and Claudius, Random House, 2001  (ISBN 9780449006979) 224 p.
- Gertrude et Claudius, trad. Michèle Albaret-Maatsch, éditions du Seuil, 2004  (ISBN 9782020412766), 240 p.[5]